# Плетни (Рассказовский район)
Плетни — деревня в Рассказовском районе Тамбовской области Российской Федерации. Входит в состав Рождественского сельсовета.

## География
Деревня в центральной части региона у реки Большой Ломовис, в 4,6 км от центра сельского совета.

## История
Деревня впервые упоминается в документах ревизской сказки 1858 года.

## Население
| 2010 |
| ---- |
| 120  |

Была заселена государственными крестьянами, которых насчитывалось: 43 человека мужского пола и 49 — женского пола (5 домов}, В числе домохозяев проживали: Петины — Федор, Гордей, Платон.
По епархиальном сведениям 1911 года в Плетнях было дворов крестьянских — 108, населения: мужского пола — 366, женского пола — 331 человек.

## Инфраструктура
Личное подсобное хозяйство.

## Транспорт
Остановка общественного транспорта «Плетни». Автобус маршрута 108 (на август 2021).